# Pipizella curvitibia
Pipizella curvitibia är en tvåvingeart som beskrevs av Stackelberg 1960. Pipizella curvitibia ingår i släktet rotlusblomflugor, och familjen blomflugor. Inga underarter finns listade i Catalogue of Life.